# Astaenomoechus gilli
Astaenomoechus gilli is een keversoort uit de familie Hybosoridae. De wetenschappelijke naam van de soort is voor het eerst geldig gepubliceerd in 1996 door Vaz de Mello.